# L'oro di Fraus
L'oro di Fraus è un romanzo di Giulio Angioni pubblicato nel 1988 da Editori Riuniti.

## Trama
A Fraus, paesino sardo di provincia, sparisce un ragazzino, che si ritrova dopo giorni in fondo a un pozzo, morto forse in seguito a violenza carnale, anche secondo una poco credibile testimonianza di alcuni ragazzini che parlano di strane luci in cielo e di una miniera abbandonata, dove accadono cose oscure e strane. Dopo il suicidio di un sospettato, il sindaco del paese prende in mano la cosa a modo suo, nonostante minacce, incidenti, dicerie, sospetti e dubbi che conducono alla scoperta di una realtà molto più vasta e imprevista.

## Ricezione
L'oro di Fraus, con Procedura (Einaudi 1988) di Salvatore Mannuzzu, è considerato, a partire da recensioni di Oreste Del Buono, di Geno Pampaloni di Marina Paglieri e di altri, all'origine del filone o sottogenere regionale del romanzo giallo o noir sardo, che avrà poi autori come Giorgio Todde, Massimo Carlotto, Marcello Fois, Flavio Soriga e altri, e che più tardi è stato anche indicato, con le altre opere di Angioni e di Mannuzzu e con quelle di Sergio Atzeni, all'origine di una nouvelle vague ovvero Nuova letteratura sarda.

## Edizioni
- Giulio Angioni, L'oro di Fraus, Prefazione di Giuliano Manacorda, Editori Riuniti, 1988,  pp. 198, ISBN 88-359-3205-X.
- Giulio Angioni, L'oro di Fraus, Il Maestrale, 1996,  pp. 265, ISBN 978-88-89801-77-2.
- Giulio Angioni, L'oro di Fraus, Prefazione di Sandro Maxia, Il Maestrale, 1998,  pp. 261, ISBN 978-88-89801-77-2.
- Giulio Angioni, L'oro di Fraus, La biblioteca dell'identità, Mondadori per L'Unione Sarda, 2003,  pp. 271.
- Giulio Angioni, L'oro di Fraus, carta e ebook, Il Maestrale, 2009,  pp. 262, ISBN 978-88-89801-77-2.